# Vaqueiros (Alcoutim)
Vaqueiros is een plaats (freguesia) in de Portugese gemeente Alcoutim en telt 693 inwoners (2001).